# Allodapula guillarmodi
Allodapula guillarmodi là một loài Hymenoptera trong họ Apidae. Loài này được Michener mô tả khoa học năm 1970.